# Taihō-Kodex
Der Taihō-Kodex (jap. 大宝律令 Taihō-ritsuryō) war das Ergebnis einer Verwaltungsreform im Jahre 701 zu Beginn der so genannten Taihō-Zeit in Japan, die das Ende der Asuka-Zeit markiert. Der Kodex war einer der Ritsuryo (律令). Wie viele andere Entwicklungen im Japan dieser Zeit, war er stark von dem Regierungssystem der damals in China herrschenden Tang-Dynastie beeinflusst. Es war einer der ersten Fälle, dass Ideen des Konfuzianismus eine wichtige Rolle in japanischen Ethik- und Regierungsvorschriften spielten.
Die originale Fassung des Gesetzeswerkes ging im Laufe der Zeiten verloren.
Er wurde 718 in der Nara-Zeit revidiert, um den japanischen Traditionen und den praktischen Notwendigkeiten der Verwaltung besser gerecht zu werden. Die revidierte Ausgabe wurde Yōrō-ritsuryō genannt. Für einige Teile des Gesetzeswerkes wurden chinesische Logik und Moral jedoch ins Extrem getrieben.
Das Gesetzeswerk enthält nur zwei wichtige Abweichungen vom Tang-Vorbild.
Zuerst einmal wurden Regierungspositionen und Klassenstatus nach der Geburt festgelegt, so wie es in der japanischen Tradition immer gewesen war – nicht nach den Fähigkeiten wie (so zumindest die Theorie) in China. Zweitens lehnten die Japaner das chinesische Konzept eines Mandats des Himmels ab, da nach japanischer Tradition die Macht des japanischen Kaisers allein aus seiner Abstammung resultiert, nicht aus seiner Fähigkeit oder Gerechtigkeit als Herrscher.

## Regierungsorganisation
Das Gesetzeswerk etablierte zwei Zweige der Regierung: Den Jingi-kan (Bereich des Gottesdienstes) und den Daijō-kan (Bereich des Staates). Der Jingi-kan war der höherrangige Bereich über dem Daijō-kan und befasste sich mit allen spirituellen, religiösen und rituellen Angelegenheiten. Der Daijō-kan behandelte weltliche Verwaltungsangelegenheiten.
Der Jingi-kan war für die jährlichen Feste (Matsuri) und offiziellen Hofzeremonien wie Krönungen, sowie für die Unterhaltung der Shintō-Schreine, die Disziplin der Schreinwächter, die Aufzeichnung und Beobachtung von Orakeln und Weissagungen zuständig. Obwohl er alle Shintō-Schreine des Landes verwaltete, hatte er keine Verbindungen zum Buddhismus und den buddhistischen Tempeln.
Der Daijō-kan behandelte alle weltlichen Angelegenheiten und wurde vom Großen Staatsrat geführt, an dessen Spitze der Daijō Daijin (Kanzler) stand. Die Minister zur Linken und zur Rechten (Sadaijin und Udaijin), die  Kontrolleure zur Linken und zur Rechten (Sadaiben und Udaiben), vier Großräte (Dainagon) und drei Kleine Räte (Shōnagon)  bildeten den Rat, der für den Daijō Daijin verantwortlich war. Die acht Regierungsministerien stellten abwechselnd die Kontrolleure und Minister zur Linken und zur Rechten. Des Weiteren wurde festgehalten welchen Prinzen- oder Hofrang der jeweilige Amtsinhaber besitzen musste.

## Provinzen und Verwaltung
Das Land war in Provinzen (kuni) eingeteilt und die Zentralregierung ernannte Verwaltungsbeamte – kokushi bzw. kuni no tsukasa – für jede Provinz. Die Provinzen waren weiter in Bezirke – kōri bzw. gun – unterteilt, die durch lokale Beamte – gunji bzw. kōri no tsukasa – verwaltet wurden. Diese waren hauptsächlich verantwortlich, den Frieden aufrechtzuerhalten, Steuern einzutreiben, Arbeiter für die unentgeltliche Arbeit an Regierungsprojekten zu rekrutieren, Aufzeichnungen über die Bevölkerung und Landverteilung zu führen. Die weitere Unterteilung der Bezirke differierte stark, bestand aber oft aus Gruppen von etwa 50 Familien, die durch ein Oberhaupt geführt wurden.
Die Zahl der Provinzen stand nicht fest. Mit der Eroberung und Besiedelung neuer Ländereien entstanden neue Provinzen. Zum Zeitpunkt des Inkrafttretens des Kodex gab es 66 Provinzen mit insgesamt 592 Bezirken.

## Quelle
- George Sansom: A History of Japan to 1334. Stanford University Press, Stanford/Cal 1958.